# مت بلوم
 مت بلوم (انگلیسی: Matt Bloom؛ زادهٔ ۱۴ نوامبر ۱۹۷۲) یک ورزشکار اهل ایالات متحده آمریکا است،او تا سال 2013 به‌طور حرفه‌ای در wwe فعالیت کرد او در سال 2012 توانست در یک بازی جان سینا را پین کند و به همین سسبب جان سینا مجبور به واگذاری کمربند سنگین وزن به شیمس شد.
در همان سال دولف زیگلر موفق به کج کردن مانی این دِ بنک خود شد و در همان ماه توانست آلبرتو دل ریو را شکست دهد و اولین بار قهرمان جهان شود.